# San Ignacio (Francisco Morazán)
San Ignacio é uma cidade hondurenha do departamento de Francisco Morazán.